# Franco Bonanini
Franco Bonanini (Riomaggiore, 7 novembre 1952) è un politico italiano, europarlamentare dall'aprile 2013 al giugno 2014.

## Parco nazionale delle Cinque Terre
Già Presidente della Cooperativa Agricola delle Cinque Terre, è stato eletto sindaco di Riomaggiore nel 1990. Lavora, come sindaco, al progetto di inserimento delle Cinque Terre nella lista dei Patrimoni dell'umanità dell'UNESCO, che si concretizza il 5 dicembre 1997; rimane in carica fino al 1999, quando venne costituito il Parco nazionale delle Cinque Terre, di cui diventa Presidente. Sotto la sua gestione le Cinque Terre fanno sistema turistico, vedono a dismisura il turismo nazionale ed internazionale.
Applica una politica che coniuga sostenibilità ambientale (riceve al riguardo numerosi attestati internazionali e il riconoscimento unanime di aver salvato dal degrado l'area costiera) a marketing internazionale. Sotto la guida di Bonanini, sono molte le iniziative del Parco che hanno attirato la curiosità e l'interesse internazionale, da un gemellaggio con la Muraglia Cinese, ad altre legate all'identità territoriale e alla sensibilizzazione ambientale. Viene riconfermato alla guida del Parco nel 2010 da parte dell'allora ministro dell'ambiente Stefania Prestigiacomo, anche grazie alla sua nota capacità di attrarre consensi da parte di schieramenti politici trasversali.
Si dimette il 29 settembre 2010, immediatamente dopo l'arresto in seguito all'inchiesta denominata "parcopoli". Tra i reati contestati a vario titolo al presidente del Parco Bonanini l'associazione a delinquere finalizzata alla truffa ai danni dello Stato. Molti i messaggi di stupore e solidarietà pervenuti a Bonanini da parte di noti esponenti del mondo ambientalista e politico. Il processo, attualmente in corso, ha destato molto clamore mediatico e diviso la cittadinanza locale. Per la sua gestione autoritaria del Parco delle Cinque Terre è stato appellato come il "faraone". Il 29 giugno 2015 venne condannato in primo grado dal Tribunale di La Spezia a 7 anni e 10 mesi di reclusione per i reati di associazione a delinquere finalizzata alla truffa, corruzione, concussione, falso ideologico e abuso d'ufficio.

## Parlamento europeo
Inserito nelle liste del Partito Democratico per le Elezioni Europee del 2009 nella Circoscrizione Italia nord-occidentale (che comprende i 20 seggi nella circoscrizione tra Liguria, Lombardia, Piemonte e Valle d'Aosta) come rappresentante del PD per la Liguria. Ottiene 43.121 voti venendo clamorosamente battuto dall'assessore comunale al bilancio del Comune di Genova Francesca Balzani che ottiene 45.298 risultando la quarta e ultima degli eletti per la circoscrizione occidentale.
Verrà eletto deputato al Parlamento europeo per un solo giorno, il primo luglio 2009, in virtù delle oltre quarantamila preferenze raccolte nella circoscrizione Nord Ovest. Il giorno successivo alla sua nomina la Corte d'Appello verificò un errore nella trasmissione dei voti dal collegio di Siena, e assegna il suo seggio a Roberto Gualtieri, eletto nella circoscrizione Centro. Primo dei non eletti nelle file del PD, viene eletto dopo le politiche del 2013 (dal 12 aprile 2013, figura fra i non iscritti del Parlamento europeo), con la rinuncia al seggio di Bruxelles di Gianluca Susta, eletto al Senato della Repubblica nelle liste di Scelta Civica. Sceglie di non iscriversi ad alcun gruppo parlamentare, rimanendo per dieci mesi nel gruppo dei Non iscritti. Il 5 febbraio 2014 dichiara ufficialmente l'intenzione di iscriversi al gruppo del PPE.
È membro titolare della Commissione per l'ambiente, la sanità pubblica e la sicurezza alimentare e membro sostituto della Commissione per i trasporti e il turismo. Ha concentrato la sua attività di Parlamentare europeo in ambito ambientale e turistico, nella tutela e promozione dei territori e delle eccellenze locali. Molti anche gli interventi riguardo alle libertà e diritti fondamentali dell'individuo in ambito processuale. Il 16 aprile 2014 viene annunciata ufficialmente la sua candidatura alle elezioni europee del 25 maggio 2014 con Forza Italia.

## Vicende giudiziarie
Arrestato nel settembre 2010 nell'ambito di una inchiesta per associazione per delinquere finalizzata a truffa, peculato, corruzione, calunnia, abuso d'ufficio e concussione, è stato condannato il 30/06/2015 dal Tribunale di La Spezia a 7 anni e 10 mesi di reclusione. Il pm aveva chiesto 10 anni. Bonanini ricorrerà in appello dove la Corte d’Appello di Genova, nel 2017, aumenterà la condanna a 10 anni.  Nel luglio del 2018, a seguito di sentenza della Corte di Cassazione, verrà trasferito presso la casa circondariale spezzina. Secondo l'accusa esisteva “un sistema di potere illegale a opera di un sodalizio criminale in cui perfino le persone vessate erano asservite”. Comune e Parco “erano sovrapposti e si usavano le cooperative, senza alcuna resistenza di chi le amministrava”. Tra gli imputati era nata “una associazione a delinquere con un vincolo stabile fra gli associati uniti nella realizzazione dei reati, ma con una netta separazione di ruoli”.

## Vita privata
È sposato e ha due figli, Brian e Samuele Heydi. Ha subito nel 2010 un trapianto di fegato, diventando successivamente sponsor dell'AIDO. Da Presidente del Parco nazionale delle Cinque Terre istituisce un punto di raccolta adesioni di nuovi donatori di organi nella Via dell'amore.